# Totte Tennman
Totte Tennman, egentligen Torstein Tennman, född 26 augusti 1947 i Stockholm, är en svensk musikproducent som sedan slutet av 1960-talet varit aktiv inom alternativ rock.

## Musikproduktion
Tennman medverkade först i gruppen The Underground Failure innan han 1971, tillsammans med Lasse Ermalm och Stefan Wermelin, bildade skivbolaget Musiklaget. Samtidigt skapades det mystiska skivmärket Tibet 46 där bland andra John Holm och Rolf Wikström gavs ut. Musiklaget producerade bland annat Aston Reymers Rivaler, Kjell Alinge, Janne Forssell, Ragnar Borgedahl och Christer Nahrendorfs singel Sju minuter kvar.
År 1983 startades etiketten Slick Records med artister som Johan Lindell, Magnus Lindh, Ståålfågel, Passagerarna, Nasa och Abcess Exil.